# Valeriana grisiana
Valeriana grisiana là một loài thực vật có hoa trong họ Kim ngân. Loài này được Wedd. miêu tả khoa học đầu tiên năm 1857.